# Ippolita (gruppo)
Ippolita è un gruppo di ricerca indipendente e interdisciplinare che si occupa di cultura digitale, filosofia dell'informatica, tecno-politica, capitalismo del controllo. Come autorialità collettiva ha firmato diversi libri e proposto numerosi laboratori, corsi, incontri di critica della rete e autodifesa digitale.
Ippolita è spesso menzionata anche come gruppo conviviale, la definizione trae origine dal concetto di convivialità del pedagogista e filosofo austriaco Ivan Illich. Ippolita è un esempio autorialità collettiva abbastanza tipico nella cultura digitale come nella letteratura, in Italia sono noti i casi di Luther Blissett e Wu Ming.
La particolarità del gruppo di ricerca è l'interdisciplinarità, dalle opere emerge l'obiettivo di superare la distinzione tra sapere umanistico e sapere scientifico, utilizzando diversi punti di vista in base alle molte competenze presenti nel collettivo in una sorta di disciplina simbiotica e complementare o indisciplina, come dice provocatoriamente il gruppo, per marcare la propria distanza politica con l'istituzione universitaria. «Il gruppo Ippolita è una delle poche esperienze italiane che sa tenere assieme attivismo, riflessione teorica e una indiscussa competenza tecnica attorno alle macchine informatiche, all’interno di una prospettiva libertaria e multidisciplinare.»
Le ricerche del gruppo di lavoro sono ascrivibili all'ambito più generale della Critica della Rete e all'Informatica del Dominio quest'ultimo tema è ripreso sia dagli scritti di Donna Haraway che dalle riflessioni sulle tecnologie del sé di Michel Foucault.
Tutte le opere sino ad ora pubblicate sono sotto licenza copyleft e frutto di una particolare forma di scrittura collaborativa.

## Storia
Il gruppo di ricerca Ippolita nasce a Milano nel 2005 nello spazio sociale Pergola Tribe all'interno dell'hacklab ReLOAd reality hacking, nell'humus culturale delle rivolte no-global e dei movimenti contro il WTO (l'organizzazione mondiale del commercio), l'FMI (Fondo Monetario Internazionale) e contro la Banca Mondiale che portarono, in Italia, alla sanguinosa repressione dei manifestanti durante le contestazioni del G8 di Genova nel 2001. 
La cornice della ricerca è legata a una concomitanza di eventi e tensioni, certamente fondamentale è l'ambito dell'hacking italiano, quello politicizzato degli hacklab e di Hackmeeting, e l'esperienza del mediattivismo di Indymedia, ma anche le controculture dei rave party e della musica techno che hanno come genealogia il cyberpunk e il cyberfemminismo. 
Ma non bisogna dimenticare il protagonismo metodologico dell'autogestione praticata dai centri sociali italiani che li ha resi oggetto di studio politico internazionale «Ippolita è una testimonianza di quell’ "incubatore" dell’élite culturale che è stato il centro sociale negli anni novanta» L'altro elemento fondativo del gruppo è il femminismo post-strutturalista e postumano che, con l'occupazione separatista di Shesquat, villetta occupata nel 2000 da un gruppo di ragazze del movimento studentesco milanese, cominciava ad aprirsi ai movimenti queer.

### Open non è free
Il primo volume viene presentato all'Hackit di Napoli nel 2005, si tratta di un testo tecnico e genealogico: Open non è free. Comunità digitali tra etica hacker e mercato globale edito dalla casa editrice Elèuthera. Il volume ricostruisce la storia della nascita e dell'ascesa dell'open source a scapito delle lotte e delle motivazioni politiche del movimento del free software. Si prendono in considerazione l'etica hacker, la trasformazione delle licenze, i metodi di sviluppo software. 

### Luci e ombre di Google
L'anno seguente il gruppo pubblica con Feltrinelli Luci e Ombre di Google. Futuro e passato dell'industria dei metadati, è il 2007, ma il libro viene presentato in anteprima all'Hackmeeting di Parma nel 2006 col titolo The darkside of Google.
Negli anni successivi la produzione e il lavoro di Ippolita si sposta in Europa. In Francia il testo viene tradotto in prima edizione nel 2008 e in edizione tascabile nel 2011.In Spagna la pubblicazione è del 2010, mentre in quella inglese del 2013 il testo è disponibile in versione aggiornata, gratuita e integrale con il supporto di Geert Lovink, noto critico olandese delle culture digitali, attraverso l'Institut of Network Culture. Il volume è attualmente disponibile in versione aggiornata e approfondita per la casa editrice Milieu.

### Nell'acquario di Facebook
Il gruppo esce con un nuovo lavoro dopo cinque anni, nel 2012. Nel panorama informatico, dove le cose cambiano molto rapidamente, le trasformazioni di quei pochi anni sono state epocali, basti pensare alla diffusione di massa degli smartphone, lo sviluppo di Google Chrome e Android, ma soprattutto l'avvento dei social network. Ed è su quest'ultimi che Ippolita sceglie di concentrare l'analisi pubblicando Nell'acquario di Facebook. La resistibile ascesa dell'anarco-capitalismo. Il testo esce in contemporanea in tre nazioni: Francia, Spagna e Italia.
Il volume critica, tra gli altri, i concetti di trasparenza radicale e di profilazione degli utenti, la cui origine culturale è da ricercare nell'ideologia anarco-capitalista. Questa teoria politica è disseminata in modo frammentario e mistificato in ambienti culturalmente contigui, sono presi in esame: i Partiti Pirata, PayPal, frange di Anonymous, Wikileaks.
Il libro è stato tradotto in inglese dallo studioso Patrice Riemens che l'ha pubblicato a puntate in stile feuilleton su Nettime, celebre lista di discussione internazionale di net culture.
Nel 2015 il volume è stato pubblicato e reso disponibile gratuitamente dall'Institut of Network Culture sempre su iniziativa di Geert Lovink, il quale ha sostenuto in un'intervista a Repubblica: "Your country can be proud to have the most sophisticated Facebook critics in the world. Read their work!" (Traduzione: il vostro paese dovrebbe essere orgoglioso di avere i più sofisticati critici di Facebook nel mondo. Leggete il loro lavoro!).

### La rete è libera e democratica. Falso!
Il pamphlet La rete è libera e democratica. Falso! uscito per Laterza nel 2014, richiama sin dal titolo la necessità di demistificare drasticamente il luogo comune che vorrebbe una tecnologia salvifica, capace di dare soluzioni automatizzate in tutti i campi del sapere, ivi compresa la vita democratica.
L'opera richiama e approfondisce alcune critiche espresse nelle opere precedenti come la fallacia concettuale dell'algoritmo PageRank, la Trasparenza radicale e il problema del Profiling, citando solo i maggiori. Il libro si divide in Argomento ontologico, Argomento epistemologico e Argomento storico-geopolitico. Il testo coniuga una serie di puntualizzazioni tecniche (es. Internet non è il Web, cosa sono i sistemi di retroazione cibernetica nei dispositivi digitali) ad argomentazioni epistemologiche (es. pubblicato non significa pubblico, differenza tra uguaglianza e isonomia).
Il testo è stato tradotto e pubblicato in Spagna nel 2016 per Enclave de Libros: Idolos. ¿La red es libre y democrática? Falso! con una prefazione di Tomás Ibáñez. Nello stesso anno esce anche la pubblicazione parigina per la casa editrice La Différence, Internet l'illusion démocratique con una postfazione di Bernard Stiegler.

### Anime Elettriche
Nel 2016 esce il volume Anime Elettriche per l'editrice Jaca Book, una retrospettiva dell'esperienza social lato utente. La soggettività digitale viene analizzata come diade somato-psichica non separata dalla sua controparte "fisica", ma anzi è descritta come raddoppio e multiplo del sé, sino al parossismo dello stadio finale "in vivo e in vitro", stoccata sui server delle gradi corporation dell'IT. L'ambiente dei social media viene descritto come un panottico digitale, la differenza con il panottico disciplinare di Foucault è il piacere. Il piacere della comunità sempre in movimento, dove la singola individualità non è costretta a una forma rigida, ma viene stimolata a esibire la propria diversità. Il panottico digitale attribuisce senso, anche in termini di valutazione, a ogni gesto su di essa compiuto. La quantificazione numerica crea piacere, il consumo di questo piacere reso in forma sociale crea reddito psichico. Temi generali sono l'identità e la cura del sé, presi tra "addestramento procedurale" come delega totale al dispositivo commerciale e di contro come "esercizio cosciente" della propria capacità tecnica al fine di raggiungere attraverso l'autodifesa gradi sempre più elevati di autonomia digitale. È con questo testo che Ippolita comincia la sua critica alla Gamificazione e a introdurre il concetto di Pedagogia Hacker.

### Tecnologie del Dominio
Tecnologie del Dominio. Lessico Minimo di Autodifesa digitale è un volume panoramico di tutti i temi indagati nell'arco di una decade. Edito per Meltemi nel 2017 è costruito per lemmi e locuzioni (es. Pornografia Emotiva, Criptomoneta, Libertarianesimo, Tecnocrazia, Condivisione, Quantified Self) descritte in senso critico, come dicono gli stessi autori: “Un manuale di autodifesa digitale a modo nostro, con uno sguardo dichiaratamente politico, non neutrale, di parte. Un mosaico per forza di cose incompleto, composto con quello scetticismo metodologico, quella curiosa attitudine hacker che ci piace praticare”.
Culture Radicali è il nome della collana di libri che viene inaugurata nel 2019 sotto la guida del gruppo per la Casa Editrice Meltemi. Sin dalle prime pubblicazioni è evidente l'orientamento interdisciplinare del progetto che vede i temi tecnologici miscelarsi alla critica filosofica e alla creatività femminista. Si veda in tal senso Materialismo radicale. Itinerari etici per cyborg e cattive ragazze di Rosi Braidotti e La società Automatica di Bernard Stiegler. La collana si consolida con la trilogia di bell hooks dedicata alla scuola e alla pedagogia libertaria: Insegnare a trasgredire, Insegnare comunità, Insegnare il pensiero critico. La collana si distingue anche per una certa attenzione all'aspetto traduttivo. Alcune importanti traduzioni vengono assegnate a collettivi, attiviste politiche, gruppi di lavoro creati ad hoc per le singole pubblicazioni.

### Hacking del sé.
Una raccolta di riflessioni sulla scorta dell’esperienza editoriale dei cinque anni precedenti. Edito da Agenzia X nel 2024, il volume intreccia la critica tecnologica con le tematiche approfondite attraverso il lavoro di cura della collana Culture Radicali, l’antispecismo, la razializzazione, il transfemminismo, la neurodivergenza, il postumanesimo.

## Formazioni
Nel 2015 il gruppo viene chiamato a tenere la docenza del corso di studi Archeologia dei Nuovi Media e, negli anni successivi, di Culture Digitali e Sociologia dei Processi Culturali presso la Naba, Nuova Accademia di Belle Arti di Milano. Dal 2022 Ippolita insegna Ecologia della Rete e Culture Digitali anche all'Accademia Unidee della Fondazione Pistoletto di Biella. Tra le attività formative si distinguono due aree tematiche peculiari, quello di critica alla Gamificazione, intesa come forma di delega cognitiva e delega della ricerca delle fonti di piacere; quello sull'Hacking del Séinteso come contrapposizione all'addestramento procedurale del self branding. I percorsi di formazione del gruppo si orientano anche chi si occupa di accompagnamento delle persone civili nelle aree di conflitto, l'ambito della psicologia e della psicoterapia, l'accompagnamento delle persone minori all'uso consapevole degli strumenti digitali, ma soprattutto nella formazione delle operatrici dei centri antiviolenza e in generale al difficile rapporto tra tecnologia e violenza di genere.

## Opere

### Libri
- Ippolita, Hacking del sé. Disertare il capitalismo del controllo, Milano Agenzia X, 2024.
- Ippolita, Etica hacker e anarco-capitalismo. Scritti scelti, Milano, Milieu, 2019.
- Ippolita, Il lato oscuro di Google, Milano, Milieu, 2018. Nuova edizione riveduta e aggiornata.
- Ippolita, Tecnologie del dominio. Lessico minimo di autodifesa digitale, Milano, Meltemi, 2017.
- Ippolita, Anime elettriche, Milano, Jaca Book, 2016, ISBN 978-88-16-41336-8.
- Ippolita, La rete è libera e democratica. Falso!, Laterza, 2014, ISBN 978-88-581-1182-6.
- Ippolita, Nell'acquario di Facebook. La resistibile ascesa dell'anarco-capitalismo, Milano, Ledizioni, 2012, ISBN 978-88-6705-023-9.
- Ippolita, Luci e ombre di Google. Futuro e passato dell'industria dei metadati, Milano, Feltrinelli, 2007, ISBN 978-88-07-71027-8.
- Ippolita, Open non è free. Comunità digitali tra etica hacker e mercato globale, Milano, Eleuthera, 2005, ISBN 978-88-89490-04-4.

### Traduzioni
- Safiya Umoja Noble, Algoritmi dell'oppressione, Napoli, Tamu edizioni, 2025, Traduzione di gruppo Ippolita.
- Cory Doctorow, Come distruggere il capitalismo della sorveglianza, Milano, Mimesis, 2024, Traduzione di Ippolita.

- Lucía Egaña Rojas, Trincerate nella carne. Letture intorno alle pratiche della postpornografia, Milano, Meltemi, 2024, Traduzione di Helena Falabino e gruppo Ippolita.

- Alexander Galloway, Incomputabile. Gioco e politica nella lunga era digitale, Milano, Meltemi, 2023, Traduzione di Ippolita.
- Simone Browne, Materie Oscure / Dark Matters. Sulla sorveglianza della nerezza, Milano, Meltemi, 2023, Traduzione di Ippolita.
- Satoshi Nakamoto, The White Paper, Roma, Timeo, 2023, Traduzione del gruppo di ricerca Ippolita e Valerio Cianci.

### Curatele
- Robert Chapman, L'impero della normalità. Neurodiversità e capitalismo, Milano; Mimesis, 2025, a cura del gruppo Ippolita.

- Bernard Stiegler, Pensare, curare. Riflessioni sul pensiero nell’epoca della post-verità, Milano, Meltemi, 2023, Traduzione di Rosella Corda, A cura di Ippolita e Rosella Corda.
- Luciano Parinetto, Alchimia e Utopia, Milano, Mimesis editore, 2023, Nuova edizione a cura di gruppo Ippolita.
- Susan Stryker, Storia Transgender. Radici di una rivoluzione, Milano, Luiss University Press, 2023, Traduzione di Laura Fontanella e Marta Palvarini, A cura di Gruppo Ippolita.
- Joshua Clover, Riot Sciopero Riot. Una nuova epoca di rivolte, Milano, Meltemi, 2023, Traduzione di Lorenzo Mari, A cura di Ippolita.
- Gloria E. Anzaldúa, Luce nell’oscurità. Luz en lo oscuro. Riscrivere l’identità, la spiritualità, la realtà, Milano, Meltemi, 2022, Traduzione di Laura Scarmoncin, A cura di Gruppo di ricerca Ippolita.

### Collane di libri
- Culture Radicali[145], Collana intersezionale, diretta dal gruppo Ippolita per Meltemi editore
- Selene, Collana dedicata all'attivismo magico e al transfemminismo, diretta dal gruppo Ippolita per Mimesis edizioni
- Postuman3, Collana dedicata al nuovo materialismo e alle trasformazioni tecnologiche, diretta dal gruppo Ippolita per Mimesis edizioni